# Uwe E. Reinhardt

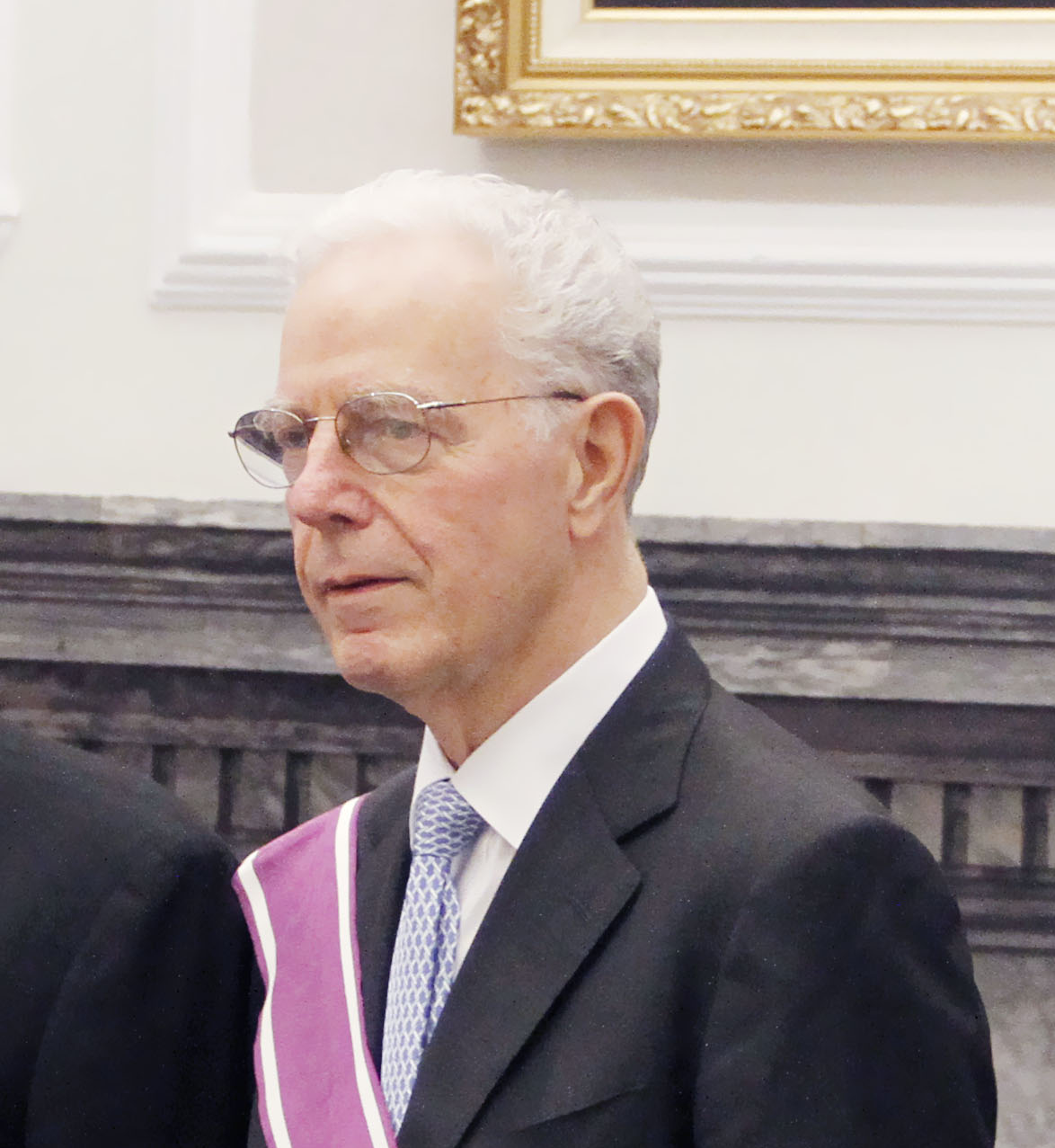
Uwe E. Reinhardt

Uwe Ernst Reinhardt (* 24. September 1937 in Osnabrück; † 13. November 2017 in Princeton (New Jersey)) war ein deutschamerikanischer Ökonom. 

## Leben
Reinhardt wurde 1937 in Niedersachsen geboren und emigrierte nach Kanada, wo er einen Bachelor of Commerce an der University of Saskatchewan absolvierte. An der Yale University absolvierte er ein wirtschaftswissenschaftliches Doktoratsstudium und graduierte 1970 zum PhD in economics mit der Arbeit An Economic Analysis of Physicians’ Practices. Er lehrte seit 1970 Politische Ökonomie an der Woodrow Wilson School of Public and International Affairs der Princeton University und hatte zuletzt die James Madison Professor of Political Economy inne. 
Reinhardt war ein bekannter Wissenschaftler auf dem Gebiet der Gesundheitsökonomie und Berater von Weltbank, Staaten und staatlichen Organisationen weltweit. Er war ein Kritiker des US-Gesundheitssystems. Er stellte vielmals Vergleiche mit den Gesundheitssystemen anderer Staaten an, die einen viel geringeren Anteil am BIP dafür aufwenden, aber ebenso gute Ergebnisse erzielen.

## Ehrungen und Auszeichnungen
- Aufnahme in das Institute of Medicine der National Academy of Sciences (1978)
- Bundesverdienstkreuzes am Bande des Verdienstordens der Bundesrepublik Deutschland (2010)
- William B. Graham Prize for Health Services Research (2010)
- Presidential Prize (Taiwan; 2015)
- Gérard-Gäfgen-Medaille der Deutschen Gesellschaft für Gesundheitsökonomie (2016)
- Bipartisan Health Policy Leadership Award (2017)